# Andrés Ferreyra
Andrés Ferreyra (Buenos Aires, 14 de abril de 1865 - Caseros, 11 de enero de 1928) fue un poeta, escritor y educador argentino.

## Biografía
Estudió en el Seminario Menor de Buenos Aires, pero no llegó a ordenarse como sacerdote. Ingresó a la Escuela Normal y a los veinte años se recibió de Profesor. Se desempeñó como maestro en la Escuela Elemental ubicada en Avenida Entre Ríos entre Cochabamba y Constitución (hoy llamada Carlos Pellegrini), y llegó al cargo de director del establecimiento. 
A los 34 años fue nombrado Inspector Técnico General de Instrucción Primaria.
Paralelamente se desempeñó como Profesor en colegios nacionales, comerciales e industriales de la Ciudad de Buenos Aires.

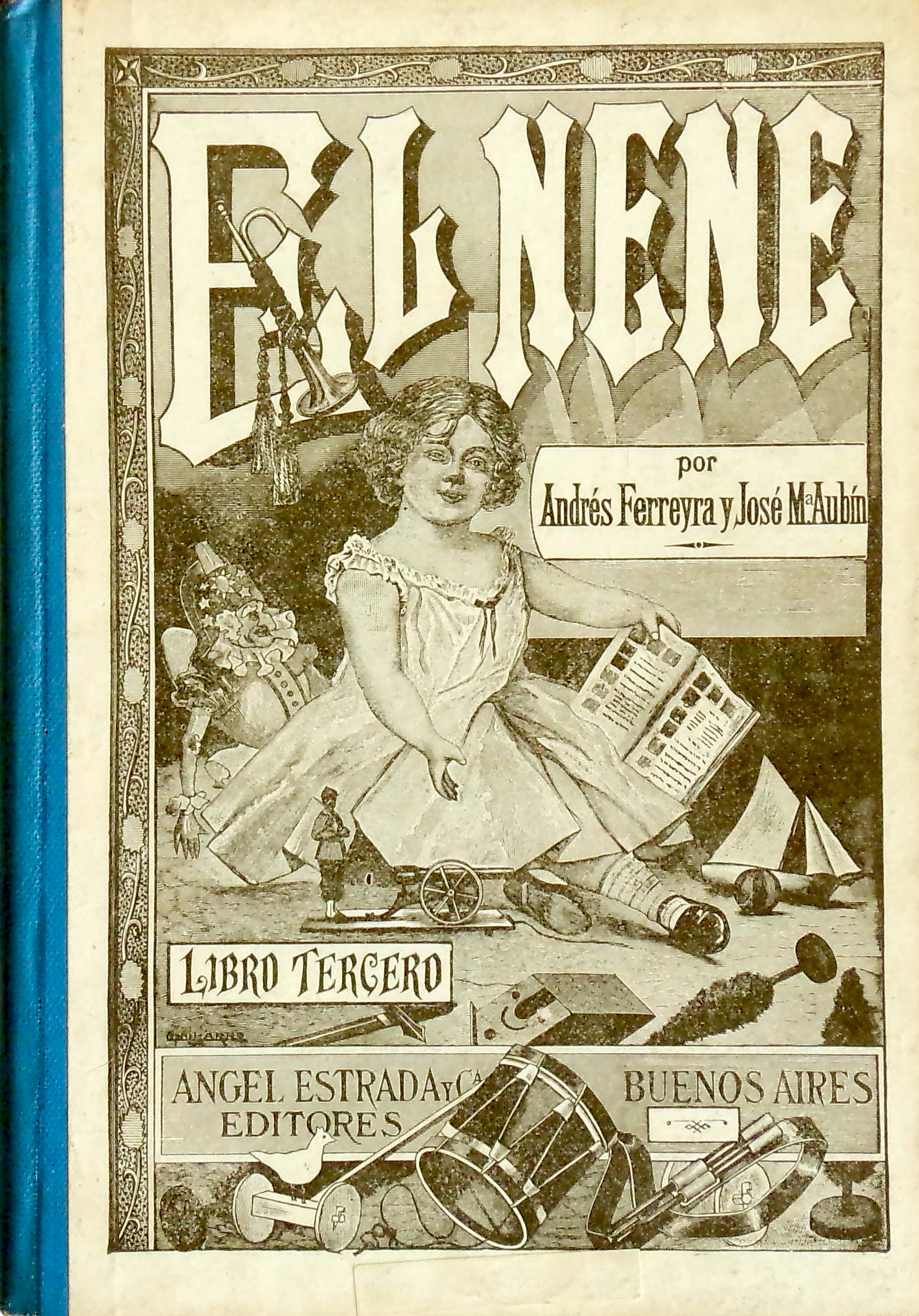
El nene, de A. Ferreyra, Editorial Estrada

Escribió libros de textos escolares, entre los que se destacó El nene (1895).
Falleció el 11 de enero de 1928, a la edad de 63 años, en Caseros, donde vivió sus últimos años.

## Libros publicados
- El libro del ciudadano (1892)
- Ejercicios de lectura (1892)
- Lecciones de geometría (1894)
- El nene (1895)
- El polígrafo argentino: mosaico de escrituras (1896)
- Curso completo de idioma nacional (1898)
- Mi patria (1900)
- Aventuras de un niño (1905)

## Homenajes
- Una calle del barrio de Nueva Pompeya, en la Ciudad Autónoma de Buenos Aires, lleva su nombre.[3]

- La escuela N°16 del Distrito Escolar 07[4] se llama Andrés Ferreyra en su honor.

- El jardín de infantes N°1 del Distrito Escolar 07, fue bautizado también con su nombre en homenaje al maestro.[5]

- La Escuela Superior N.º 150 de la Ciudad de La Banda, Provincia de Santiago del Estero, lleva su nombre en su honor, quien realizó el proyecto de imposición del nombre en su honor fue el Dr. Prof. Domingo Bravo, siendo él, en su calidad de director de la institución realizó el trámite correspondiente ante las autoridades educativas del Consejo General de Educación.